# Kreis Königstein
Der Kreis Königstein war ein während der Alliierten Rheinlandbesetzung eingerichteter Kreis im Regierungsbezirk Wiesbaden, der seinerzeit Teil der preußischen Provinz Hessen-Nassau war und vom 31. Januar 1919 bis zum 30. September 1928 bestand.

## Allgemeines
Der Kreis Königstein bestand aus den zwei Städten Königstein im Taunus und Kronberg im Taunus, 20 Gemeinden des Obertaunuskreises (Altenhain, Ehlhalten, Eppenhain, Eppstein, Falkenstein, Fischbach, Glashütten, Hornau, Kelkheim, Mammolshain, Neuenhain, Niederhöchstadt, Oberhöchstadt, Ruppertshain, Schloßborn, Schneidhain, Schönberg, Schwalbach, Stierstadt und Weißkirchen) sowie sechs Gemeinden des Landkreises Usingen (Niederems, Oberems, Niederreifenberg, Oberreifenberg, Seelenberg und Wüstems). Er entsprach geographisch weitgehend dem vor der Gründung des Obertaunuskreises bestehenden nassauischen Amt Königstein. Kreisstadt war Königstein.

## Geschichte

Notgeld Kreis Königstein

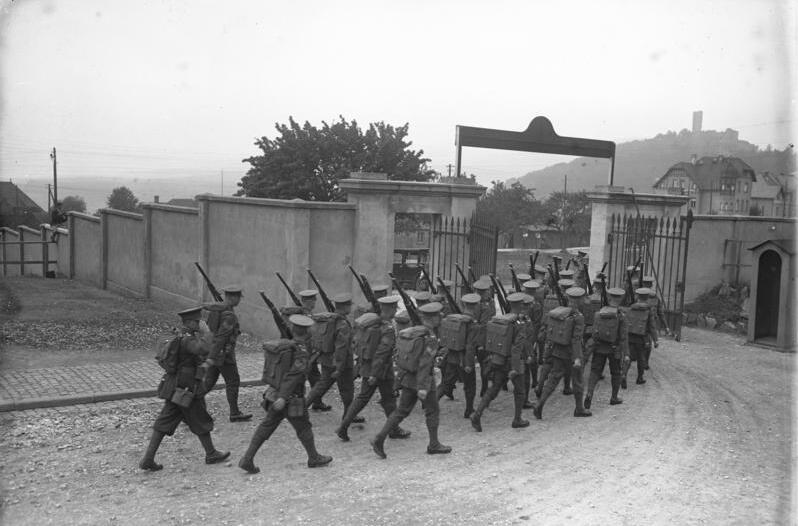
Abzug der Besatzungstruppen aus Königstein

Am 11. November 1918, am Ende des Ersten Weltkrieges, wurde im Waffenstillstandsabkommen von Compiègne vereinbart, dass die linksrheinischen Gebiete sowie die rechtsrheinischen Gebiete in einem 30-km-Radius um strategische Brückenköpfe (hier der Mainzer Brückenkopf) durch französische Truppen besetzt werden sollten. Im Friedensvertrag von Versailles vom 28. Juni 1919 wurde diese Besetzung im Artikel 428 auf eine Dauer von 15 Jahren festgeschrieben.
Am 14. Dezember 1918 wurde Königstein und das Gebiet des künftigen Notkreises durch französische Truppen besetzt. Besatzungstruppe war das französische 287. Infanterie-Regiment (287e régiment d’infanterie) mit 1800 Mann und 250 Pferden (zum Vergleich: Königstein hatte 2900 Einwohner). Von diesen wurde ein Bataillon in Falkenstein, eines in Kronberg und der Rest in Königstein selbst stationiert.
Die besetzte Zone reichte im Nordosten bis Oberreifenberg und schloss weite Teile des Obertaunuskreises ein. Da die Abgrenzung des Gebietes nach militärischen Erwägungen und ohne Berücksichtigung der Verwaltungsgrenzen erfolgt war, ergab sich eine faktische Trennung der Verwaltung innerhalb der besetzten Zone und außerhalb. Dem trug die Gründung des Kreises Königstein durch die Verordnung vom 23. Dezember 1918 Rechnung. Aufgrund der Befristung der Besetzung war der Kreis bewusst als vorläufig angelegt. Er wird in der historischen Fachliteratur auch als „Hilfskreis Königstein“ bezeichnet.
Landrat des Kreises Königstein war seit 1918 Anton Jacobs (zunächst provisorisch und im Juni 1922 definitiv), der Bürgermeister von Königstein von 1908 bis 1919 (die Amtsgeschäfte in Königstein führte der 1. Beigeordnete Ludwig Brühl bis 1923 kommissarisch; danach wurde Dr. Bruno Beyer Bürgermeister).
Die eigentliche Macht im Kreis lag aber nicht beim Landrat, sondern bei der französischen Kreisdelegation. Kreisdelegierter war zunächst Rittmeister Clouet des Pesrouches, dann Hauptmann Cabanier, Oberst de St. Julien und 1921 bis 1925 Oberst Romieu.
Auch wurde in Königstein das Militärgericht Königstein eingerichtet. Dieses behandelte bis zu seiner Auflösung 594 Strafverfahren aus dem Gebiet des Notkreises (für Zivilverfahren bestand weiter das Amtsgericht Königstein im Taunus).
Der Kreis Königstein war in seiner ökonomischen Entwicklung durch die Besetzung spürbar eingeschränkt. Seine Grenze zu den Nachbarkreisen bildete die Zollgrenze des besetzten Gebietes. Zusätzlich trug der Kreis die Lasten der Besetzung. Dies betraf insbesondere die Stadt Königstein als Garnisonsstadt. Der Kreis blieb aber Teil des deutschen Wirtschaftsgebietes. In der Inflation 1923 war daher auch der Kreisausschuss des Kreises Königstein gezwungen, Notgeld auszugeben.
Der Kurbetrieb in Königstein war weitgehend zusammengebrochen, da die wichtigsten Hotels für die Besatzungstruppen beschlagnahmt worden waren. Dies betraf das Offiziersgenesungsheim in Falkenstein, die Hotels Bender, Prokasky, Taunusblick, Parkhotel (das frühere Hotel Pfaff), Pension Haus Adolph und die Billtalhöhe. Die Villa Borgnis wurde als Offizierskasino genutzt. Auch der Bau der Kasernen gegenüber dem Hotel „Königsteiner Hof“, dem früheren Grand Hotel, schreckte potentielle Gäste ab.
Am 15. Mai 1919 besuchte Marschall Foch den Kreis und nahm eine Parade in Königstein ab. Nach dem Abschluss des Friedensvertrages wurden die Besatzungstruppen schrittweise reduziert. 1920 bis 1923 waren es etwa 400 Mann. Danach stieg die Zahl der Besatzungssoldaten wieder auf 500 Mann, um bis 1925 auf etwa 250 zu sinken.
Am 22. Oktober 1923 reisten separatistische Anhänger einer Rheinischen Republik aus dem ganzen Rheinland nach Wiesbaden, wo am Folgetag eine Großdemonstration mit 2500 Teilnehmern stattfand. In den Folgetagen zogen die Separatisten nach Kronberg und Soden, ohne dort auf größere Unterstützung zu stoßen. Am 29. Oktober besetzten sie in der Kreisstadt Königstein Landratsamt, Rathaus und Post, plünderten die Kassen und riefen die Rheinische Republik aus. Auch hier erhielten sie keine Unterstützung aus der Bevölkerung. Lediglich die Besetzungsmacht unterstützte sie mit Essen und Munition. Am 2. November mussten sie Königstein verlassen.
1925 zogen sich die französischen Truppen aus den preußischen Gebieten des Mainzer Brückenkopfs zurück und wurden von britischen Truppen abgelöst. Dieser Wechsel vollzog sich auch in Königstein.:S. 113  Dadurch „stiegen sowohl die Truppenstarke als auch der belegte Wohnraum noch einmal an — die Engländer gestanden den einzelnen Soldaten mehr Quartierraum zu“.:S. 118 Dennoch, so Maresch, wurde die englische Besatzung häufig positiver empfunden als die französische.
Aufgrund der Lockerungen der Besatzungsauflagen:S. 119 und im Zuge der Neuordnung der Kreise im Rhein-Main-Gebiet wurde der Kreis Königstein am 1. Oktober 1928 aufgelöst und dessen Gemeinden dem Main-Taunus-Kreis, dem Obertaunuskreis und dem Kreis Usingen angegliedert. Die noch verbliebenen englischen Truppen wurden 1929 aus Königstein abgezogen.:S. 119